# Состоявшееся знакомство
«Состоявшееся знакомство» (англ. Getting Acquainted, другие названия — A Fair Exchange / Exchange Is No Robbery / Hello Everybody) — короткометражный фильм Чарли Чаплина, выпущенный 5 декабря 1914 года.

## Сюжет
Господа Сниффлз и Эмброуз вышли на прогулку в парке со своими женами. Так получается, что оба они оказываются подле чужих вторых половинок и ведут себя в их отношении не самым лучшим образом. Это навлекает на них преследования не в меру ретивого полицейского, которому удается-таки свести вместе обе семьи. Таким образом и состоялось их знакомство.

## В ролях
- Чарли Чаплин — мистер Сниффлз
- Филлис Аллен — его жена
- Мак Суэйн — Эмброуз
- Мэйбл Норманд — его жена
- Гарри Маккой — флиртующий в парке
- Эдгар Кеннеди — полицейский